# Pierre de Cossé Brissac
Pour les autres membres de la famille, voir Maison de Cossé-Brissac.
Pour les articles homonymes, voir Cossé et Brissac.
Pierre de Cossé Brissac, 12e duc de Brissac, est un mémorialiste et industriel français, né le 13 mars 1900 à Paris, où il est mort le 4 avril 1993.
Ingénieur de formation, son activité d’industriel s'est exercée dans le groupe Schneider et Cie, appartenant à la famille de son épouse.
Il écrit de nombreux ouvrages, dont une chronique du XXe siècle qui lui vaut d’être le premier lauréat du prix Saint-Simon en 1975.

## Biographie
Son père est François de Cossé-Brissac (en) et sa mère Mathilde Renée de Crussol d'Uzès.
Polytechnicien, il est incorporé dans l'armée française à partir du 1er août 1918; après l'Armistice du 11 novembre 1918, il est affecté en Allemagne jusqu'au 24 octobre 1919.
En 1924, il épouse May Schneider, fille de l'industriel Eugène II Schneider de la famille des Schneider, propriétaire des usines de constructions mécaniques et d'armement du Creusot, et d'Antoinette de Rafélis de Saint-Sauveur.
Il travaille dans le groupe familial Schneider et Cie : il est nommé en 1935 à la tête des mines de Schneider et devient en 1939 directeur général de la société Schneider-Westinghouse.
Ultérieurement, il devient président du conseil d’administration de la société « Le Matériel électrique S-W ».
Sous l'Occupation, il mène avec son épouse une vie mondaine dans leur hôtel particulier parisien du cours Albert-Ier, y recevant le Tout-Paris de la collaboration (Arletty, Coco Chanel, Paul Morand, Josée Laval ou encore Pierre Drieu la Rochelle).
À partir des années 1950 et jusque dans les années 1980, il publie des ouvrages d'histoire, de vénerie, des récits de voyage, et une chronique du XXe siècle en quatre volumes :
- En d'autres temps, (1900-1939) ;
- La Suite des temps, (1939-1958) ;
- Le Temps qui court, (1959-1974) ;
- Le Château d'en face, (1974-1985).

Le premier volume, En d'autres temps, lui vaut le prix Saint-Simon en 1975.
Il a aussi été président du Jockey Club et grand maître de l'ordre militaire et hospitalier de Saint-Lazare (1969-1986).

### Descendance
Il est le père de :

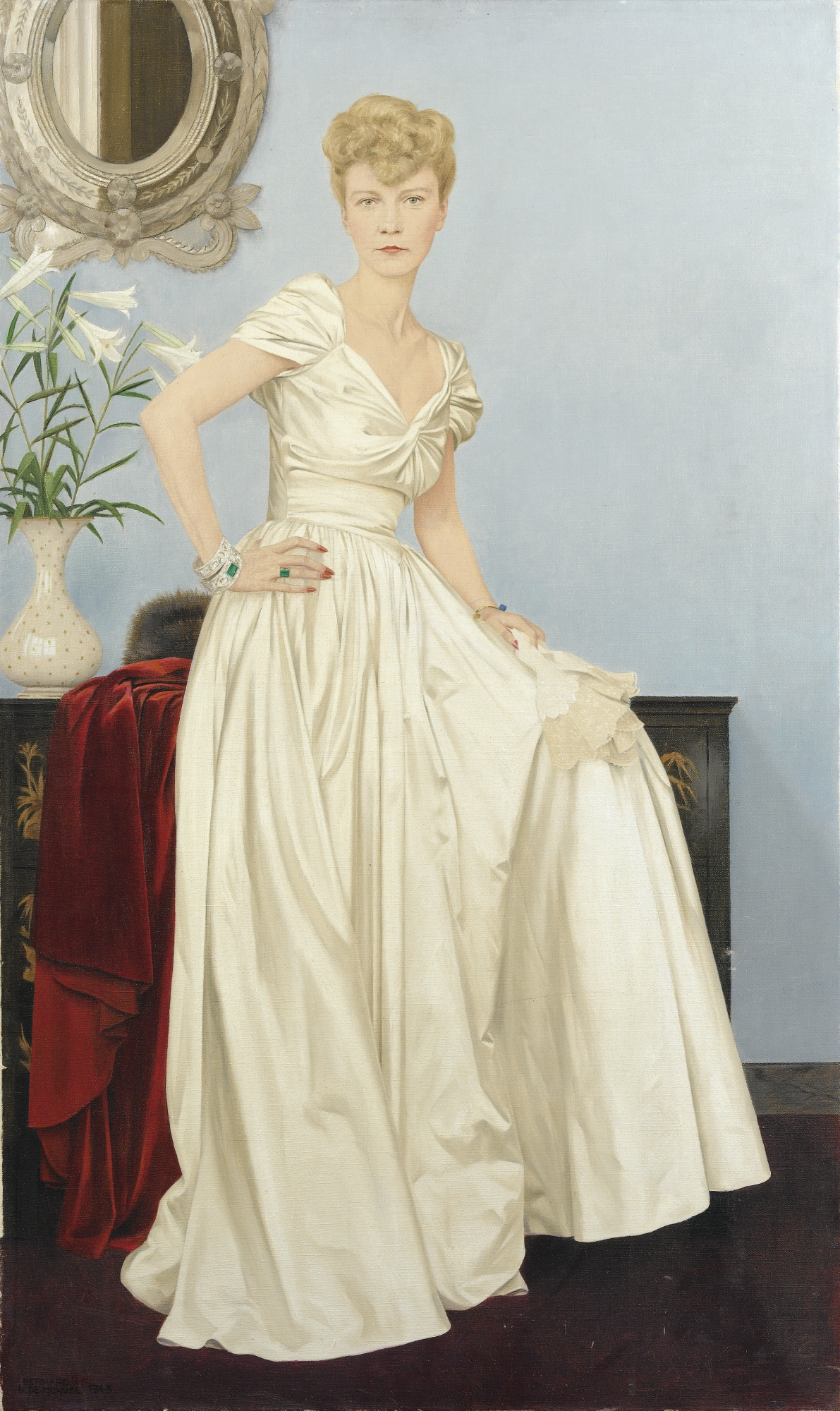
Portrait de son épouse, May Schneider, par Bernard Boutet de Monvel.

- Marie-Pierre de Brissac, écrivaine (mariée à Simon Nora, puis à Maurice Herzog, puis à Christian Schmidt)[2] ;
- Elvire de Brissac, écrivaine également ;
- François de Cossé-Brissac, 13e duc de Brissac;
- Gilles de Cossé-Brissac.

## Œuvres

### Auteur
- La duchesse d'Uzès, Paris, Gründ, 1950, 201 p., In-8° (240 x 195)portraits, tableau généalogique.
- Les Brissac, Maison de Cossé, Fasquelle, 1973 (1re éd. 1952), 448 p.Contenu de l'ouvrage : Cossé - Brézé - le moulin de Brechesac - Hélène - le premier maréchal de Brissac - Gonnord - Timoléon - le premier duc de Brissac - une évasion - une succession difficile - le quatrième maréchal de Brissac - Brissac et l'église - Catherine - le dernier gouverneur de Paris - Mancinette - le château de Brissac durant la Révolution - le chambellan de madame mère - le préfet Marengo - Roland de Brissac, capitaine de mobiles.
- À la Billebaude à travers l'Yveline, Crépin-Leblond, 1955, 21 planches, 214Contenu : Avant-propos, duc de Brissac. - Monseigneur Gand Dauphin de France et chasseur de loups, baron de Janti. - La vénerie en Yveline, duc de Brissac. - Le château de Maintenon, baron de Janti. - La Celle-les-Bordes en forêt de Rambouillet, duc de Brissac. - Saint-Sulpice de Favière, M. Le Bourdellès. - Souvenirs de la duchesse d'Uzès, baron de Janti. - Versailles, Pourquoi les bois de cerfs tombent-ils ? L'étang, poème. - duc de Brissac. - Dans le parc de Rambouillet (Montorgueil et ses Ménageries), Baron de Janti. - Compte rendu de quelques conférences et communications faites à la Société historique de Rambouillet : Jean Chanson : La grande-duchesse de Toscane. - Auguste Maquet, collaborateur d'Alexandre Dumas. - La dynastie des Poisson. - Georges Benoit-Guyot : Deux conspirateurs en 1900 : Déroulède et Marcel Habert. - H. Le Bourdellès : Histoire toponymique de la région de Jouars. - Émile Auvray : Un drame de la Révolution à Rambouillet (Martin de Corteuil). - Baron de Janti, Dourdan. - Andrée-Madeleine Gromier, Notice sur la Société historique de Rambouillet.
- Chasse  (ill. J. P. M. Boyrie), Crépin-Leblond et cie, 1957, 4 planches, 109
- La Vénerie, étude, Del Duca, 1966.
- Nord Kapp ou la Norvège vue par un Français, Del Duca, 1967.
- En d'autres temps (1900-1939), Paris, Grasset, 1972, 455 p.Prix Saint-Simon 1975.
- La Suite des temps, (1939-1958), Grasset, 1974 (ISBN 978-2-246-00136-2).
- Le Temps qui court, (1959-1974), Grasset, 1977.
- Le Château d'en face, (1974-1985), Grasset, 1986.

### Préface
- Jacques Gandouin (préf. Pierre de Brissac, ill. Georges Allary), Guide du protocole et des usages, Paris, Stock, 1979, 604 p. (ISBN 2-234-01131-0).